# Arembergergracht
L'Arembergergracht est un canal néerlandais de la province d'Overijssel d'environ 6 kilomètres.
Le canal s'étend entre la Zwarte Water à Zwartsluis et le lac de Belterwijde. Le canal traverse également le Kleine Belterwijde à l'ouest de Belt-Schutsloot.
L'Arembergergracht a été creusé au milieu du XVIe siècle pour créer un itinéraire entre le Zwarte Water et l'IJssel d'une part, et la Frise de l'autre, pour favoriser la navigation fluviale à l'intérieur des terres. Cet itinéraire permettait d'éviter le Zuiderzee et ses dangers.